# Josep Maria Badal i Basora
Josep Maria Badal i Basora (Barcelona, 1921 - 19 de juny de 2014) va ser un distribuïdor de cinema català.
En acabar la guerra civil espanyola deixa el seu treball a un banc per treballar a la Distribuidora Ballesteros i a Discentro Films. Del 1955 al 1961 va dirigir el cinema Comèdia al barri de Gràcia de Barcelona, un local familiar. Posteriorment va fundar amb el seu germà Francesc la distribuïdora Badal Films. El 1976 convèncer la productora Profilmes de produir el documental La Nova Cançó, que va estrenar al cinema Capitol de Barcelona després d'una preestrena a Perpinyà. Posteriorment va ser representant dels distribuïdors en el Ministeri de Cultura, vicepresident de la Germandat del Cinema i membre de l'Associació de Gent del Cinema, així com impulsor i membre del jurat al XIV Festival Internacional de Cinema Fantàstic i de Terror Es va jubilar el 1991.